# Elecciones parlamentarias de Islandia de 2013
Las elecciones parlamentarias de Islandia de 2013 se celebraron el 27 de abril de ese mismo año, pasados unos años de la  grave crisis financiera del país y las protestas por la misma.

## Contexto
Concurrieron a las elecciones quince partidos políticos, una cifra muy superior a la de las anteriores elecciones de 2009. Las elecciones dieron el triunfo a los dos partidos de la oposición de centro-derecha, Partido de la Independencia y Partido Progresista, que permitiría la formación de un gobierno de coalición. Por su parte, la Alianza Socialdemócrata de la primera ministra Jóhanna Sigurðardóttir y el Movimiento de Izquierda-Verde, que gobernaban el país desde 2009 en coalición, perdieron más de la mitad del apoyo electoral que habían obtenido cuatro años antes.

## Resultados
| Resultados de las elecciones parlamentarias de Islandia del 27 de abril de 2013 |

| Partidos                                                                                     | Partidos                                                          | Líder                        | Votos   | %     | +/−%  | Escaños | +/− |
| -------------------------------------------------------------------------------------------- | ----------------------------------------------------------------- | ---------------------------- | ------- | ----- | ----- | ------- | --- |
|                                                                                              | Partido de la Independencia (Sjálfstæðisflokkurinn)               | Bjarni Benediktsson          | 50.454  | 26'70 | +3'0  | 19      | +3  |
|                                                                                              | Partido Progresista (Framsóknarflokkurinn)                        | Sigmundur Davíð Gunnlaugsson | 46.173  | 24'43 | +9'6  | 19      | +10 |
|                                                                                              | Alianza Socialdemócrata (Samfylkingin)                            | Árni Páll Árnason            | 24.292  | 12'85 | -16'9 | 9       | -10 |
|                                                                                              | Movimiento de Izquierda-Verde (Vinstrihreyfingin - Grænt Framboð) | Katrin Jakobsdóttir          | 20.546  | 10'87 | -10'8 | 7       | -4  |
|                                                                                              | Futuro Brillante (Björt framtíð)                                  | Guðmundur Steingrímsson      | 15.583  | 8'25  |       | 6       | +4  |
|                                                                                              | Partido Pirata (Pírataflokkurinn)                                 | Birgitta Jónsdóttir          | 9.647   | 5'10  |       | 3       | +2  |
|                                                                                              | Amanecer (Dögun)                                                  | Ástþór Magnússon             | 5.855   | 3'10  |       | 0       | —2  |
|                                                                                              | Arcoiris (Regnboginn, sjálfstæði Íslands og sjálfbæra þróun)      | Jón Bjarnason                | 2.021   | 1'07  |       | 0       | —2  |
| Total                                                                                        | Total                                                             |                              | 187.180 | 100'0 |       | 63      | —   |
| Votos en blanco: 6.226 (3'2%); Nulos: 528 (0'3%); Participación: 85'1%. Fuente: Morgunblaðið |                                                                   |                              |         |       |       |         |     |